# 帝京大学医学部裏口入学事件

この記事はオリジナルです。公開はしています
帝京大学医学部裏口入学事件（ていきょうだいがくいがくぶうらぐちにゅうがくじけん）は、2002年に明るみに出た帝京大学医学部への裏口入学に係る事件である。集められた金額、行われた期間、関わった人の数、規模、組織性、巧妙さ、秘匿性などにおいて、日本の大学史上最大級の裏口入学事件。未解決事件である。
また私立学校等における理事長のワンマン体制や暴走に対して、現在の法律等に基づく限り、ガバナンス上の抑止力やチェック機能が根本的には働き得ないことを象徴的に顕かにしている事件でもある。

## 事件の経緯
2002年、教育、医療機関である学校法人帝京大学が、7年間だけで150億円の入学前寄附金（裏口入学金）を集め、そのうちの65億円を帝京グループの公益財団法人等に所得隠ししていたことが国税局の調査で明らかになった。それらの資金は帝京大学医学部等に入学希望の学生の親から、入金者が判明できないように現金や小切手の手渡しで授受された上で、かつ有価証券などの購入にあてられ資産運用されることで資金洗浄と資金増資とが同時に行われていた。
受験生側から寄付金を取り次ぐ仲介者は冲永荘一総長・理事長の親族、同大医学部教授、政治家など少なくとも15人以上に上っていたと報道された。医学部入学のための学力に不安のある病院や開業医の跡取り息子、娘を持つ親が仲介者に接触を求めるケースが多かったという。仲介者は入試前、受験生の親に用意できる寄付金の金額や資産状況、受験生の偏差値などを尋ね、親からの回答を帝京大学の事務局に報告、入試が終わった直後に事務局職員が仲介者や親に「○千万円用意してほしい」などと電話で金額を指定していたという。
また帝京大学グループの系列高校でも、医学部に限らず帝京大学を受験して合格点に足りなかった学生に対して、不足点数に比例した「寄付金」を支払うことで入学許可を出す制度が長年続いていたというグループ傘下の高校教員からの証言もあった。

### 手渡しによる寄付金納付
仲介者の一人は「寄付金額を指定された数日後、大学に現金を持っていった」という。大学幹部の部屋で事務的に受験票などと一緒に封筒に入った現金を大学幹部に手渡しした。またある受験生の親の場合、合格発表前に大学内で事務局幹部に会い、現金5千万円を手渡したという。その数か月後、親の元には帝京大と山梨県にある関連財団の名前で半額ずつ領収書が送られてきた。こうした事前寄付金の簿外運用は、当時の東京三菱銀行板橋支店（「帝京支店」とも言われる）が一手に引き受け、同支店では帝京大担当の副支店長を置き、同大事務局が事前寄付金を受け取る度に集金に出向いていたという。しかし同銀行が結果的に帝京大の巨額所得隠しに加担したことについて新聞社が尋ねると、同銀行広報室は「個別取引については答えられない」と返答したという。
1970年代後半に帝京大医学部入試にからむあっせんをしていた都内の男性は、入試前に父母とともに冲永総長に会い、「預かり金が総長に渡されるのを見ていた」と証言した。この男性は、医科大や医学部入学希望の生徒を集め、栃木県内の医師に紹介、この医師の仲介で生徒の親が大学に入試前から数千万円の金を預けていたと言いこう証言した。
これは銀行振り込みではなく、現金の手渡しで帝京大側が裏口入学金を受け取っていた証言である。帝京大側は冲永総長の裏口入学金への関与を一貫して否定しているが、他方ではこのように冲永総長自身が裏口入学金を受け取った現場を見たという証言があり、両者の主張は真逆になっている。そしてこうした現金による手渡しは、入金元を不明にする手段でもあった。
また、70年代後半だという上記の証言に従えば、帝京大学は2002年を遡ること20年以上前から裏口入学を行っていたことになる。この70年代後半という証言は、脚注の週刊新潮記事「帝京大「疑惑」2つの告発現役教師が明かす「裏口用リスト」の存在」において、証言した「帝京グループの系列高校のある現役教師」が、系列高校側で裏口入学の手伝いをしていたのが「私自身が経験したのは担任を持たされていた（2002年を遡ること）十五年ほど前の話です」と語っている事実とも辻褄が合う。
受験生の父母に入学の口利きをした事実を新聞社に証言した都内の団体代表（当時44）によると、その団体代表は2002年より十数年前に先輩から引き継ぐ形で帝京大学医学部の教授を紹介され、その教授を窓口にして毎年数人を仲介していたという。その代表が父母からの依頼を受けると、教授の研究室などで教授と父母、代表の三者で面談。教授が「ご推薦しましょう」と了解すると、その後教授から代表に電話で金額の提示があり、1人当たりの口利き料は6000万円から1億円だった。合格発表から数か月後、帝京大学の関連財団名で親元に領収書が届いたという。この代表は新聞社に対して、「帝京大は、合格発表前の金集めを一切行っていないと、ウソばかり言うので証言した」などと話したという。
このように国税局の調査で判明した140億円が2002年を遡ること7年間分の調査に限られたのは悪意の脱税の時効が7年であるからにすぎず、帝京大学とその財団は20年以上の間に140億円を大きく超える裏口入学金を受領していた可能性が高い。
2002年時点では「（愛媛県の帝京育英）財団には毎年、医学部受験生の父母数十人から、合否発表前に集めた20億円前後が入っていた」や、「父母からの事前寄付金は年間約約二十億円」とも報道され、また「文部科学省が入手した資料」として「1998年から2001年にかけて、帝京大グループには年間21億円から25億円以上の寄付金収入があった」とされる。上記の証言と重ねれば、これが20年以上続けられてきたことになる。
実際、帝京グループの13もの非課税公益財団法人や帝京大学などに配分、貯蓄されたこの資金を含むことで、帝京大学を除く財団法人の登記簿上の総資産だけでも合計約400億円に上った。

### 寄付金の流れ
「帝京大学に100億円単位の裏金がある。医学部に関連したものだ」という情報が国税当局に寄せられたのは2000年のことだった。だがそれ以前から帝京大医学部では合格発表前に資金集めが行われているという情報があり、また国税当局もある医学部系予備校への税務調査を行った際、帝京大への資金があることをつかんでいた。この予備校は帝京大などへの入学を希望する父母から資金を集めてプールしていたという。こうした情報から国税当局は、2001年末より帝京大学本体や関連財団への税務調査に一斉着手した。
帝京大学の税務調査が始まった当初、担当者は冲永家関係者が代表者などに名を連ねる財団に、入学希望者の親から集めた金が移されているのではないかと推測して銀行口座などを徹底的に調べた。その結果、不透明な金が流れる帝京大学関連の公益法人などは、数にして50にも上り、調査担当者は驚いたという。
親から集められた年間約20億円の金は、まず一旦愛媛県の帝京育英財団に入るのだが、それは「愛媛県」の財団が持つ東京三菱銀行「板橋支店」の口座に入った。財団の所在地は愛媛県なのだが、口座は東京ということになる。そして半年ほど運用される。この「運用」が中間の手続きとして行われるのである。
その後半分の10億円は帝京大学に入る。財団に入っている残り10億円はその後、上記の50の別法人の中を回されたが、最終的な金の行き先は税務調査でも解明できなかったという。法人間を回った金の行き先として、下記の13法人の243億円の内部留保は確認されているが、どこの金がどこの法人に入ったかまでは特定できなかったという。この、帝京育英財団に入った金を、他の公益法人などに振り分けていたのも同銀行板橋支店の幹部であり、その幹部が法人間の資金の移動などについて帝京大学側に知恵を与えていたという。
こうした故意に複雑化され、不透明化された金の流れの中で、帝京大学に入ったものは学校法人への寄付金ということで課税対象から外されたが、帝京育英財団に入った分については仮装、隠蔽を伴う悪質な所得隠しと国税当局側から判断された。実際、父母から見ても、帝京大学へ寄付したはずなのに、財団名義のものも加えられて数か月後に領収書が送られてきていたのである。

### 帝京大学グループ公益財団法人の巨額内部留保
それらの貯蓄先の財団は公益財団法人が主であったが、これら13の財団は総資産約400億円のうち、内部留保の合計だけでも約243億円に上った。これは税法上の恩恵を受ける公益法人が利潤の追求に走るのを防ぐために、国が「それ以下が望ましい」と定めていた年間事業費と管理費の合計の3割という公益財団法人の内部留保の上限額を大幅に超えるものであった。
実際この超過率が高い財団で上限額の1629倍の内部留保があり、13の財団の合計でも上限額の92倍の内部留保があった。
| 財団名                                              | 財団名 | 内部留保（万円） | 国の基準額（万円） | 倍率 |
| --------------------------------------------------- | ------ | ---------------- | ------------------ | ---- |
| 帝京育英財団                                        | 愛媛県 | 738253           | 453                | 1629 |
| 帝京育英会                                          | 山梨県 | 323127           | 601                | 536  |
| 旭オールドエイジセンター （旭コミュニティ振興財団） | 千葉県 | 765024           | 2621               | 291  |
| 冲永文化振興財団                                    | 東京都 | 26568            | 125                | 211  |
| 生涯学習振興財団                                    | 福岡県 | 33202            | 449                | 73   |
| 労働問題リサーチセンター                            | 東京都 | 80387            | 1545               | 52   |
| 冲永荘兵衛記念図書館                                | 愛媛県 | 200              | 5                  | 37   |
| 日本産業リサーチセンター                            | 東京都 | 14152            | 398                | 35   |
| 帝京山梨教育福祉振興会                              | 山梨県 | 417799           | 16867              | 24   |
| 帝京広島健康福祉振興会                              | 広島県 | 4573             | 224                | 20   |
| 山梨伝統産業振興会                                  | 山梨県 | 6278             | 433                | 14   |
| 帝京鳥取健康福祉振興会                              | 鳥取県 | 2826             | 222                | 12   |
| 山梨文化財研究所                                    | 山梨県 | 21385            | 2439               | 8    |
| 合計                                                | 合計   | 2433784          | 26387              | 92   |

たとえば1629倍の愛媛県大洲市の「帝京育英財団」では2001年3月の財務諸表では内部留保が73億8253万円、内訳は預金37億7千万円、約80銘柄の有価証券24億5000万円相当、金地金6千万円相当などだった。一方で学生ら59人への奨学金事業費と職員給与など管理費の合計は1500万円程度にすぎなかった。国の定める内部留保上限額は約450万円となる。愛媛県からは「公益法人の運営として不適切」と改善を指導されていた。
同様に山梨県甲府市の「帝京育英会」は536倍で32億3127万円の内部留保、24億4000万円相当の有価証券や3億2000万円相当の金地金などを保有。291倍の千葉県旭市の「旭オールドエイジセンター（2021年現在「旭コミュニティ振興財団」）」は76億5034万円の内部留保、31億円相当の有価証券と1億3000万円相当の金地金などを保有していた。これらの財団もそれぞれ山梨県、千葉県から改善を指導されていた。
またこれらの財団ほぼすべてで冲永荘一総長とその親族が財団理事長などの役員に就いており、公益法人を隠れ蓑にした税逃れの蓄財目的が強く疑われる財団運営、資産構成であることが明らかになった。2021年現在も各財団の理事長、役員は冲永一族が名を連ねている。
このようにそれらの財団法人は、資産の運用利息の部分だけを育英財団事業などの公益事業に用いることで、表向きには慈善事業の目的を掲げながら、財団の資金の本体は実質的には冲永一族の資産になるという、何重もの巧妙な資金洗浄により、裏口入学金を非課税のまま私有化する仕組みが露見した。

### 帝京大学本部が財団内部留保金を一括管理
実際、これらの財団は登記上の事務所が置かれている場所では有価証券などの帳簿管理がなされておらず、帝京大学に帳簿類は預けられたままであり、所管する各県から改善を指示されていた。
2002年1月の愛媛県の立ち入り検査では「帝京育英財団」事務所には株運用などの帳簿や伝票類が一切なく、後日株運用について帝京大学の側から愛媛県に電話で回答があった。山梨県の「帝京育英会」も事務所に帳簿類がなく、応対した職員は「経理は東京（の大学本部）でやっている」と話した。千葉県の「旭オールドエイジセンター」の幹部は「大学の本部が運用している。（財団は）運用益を少しずつ受け取っている」と語った。また同センターの事務職員は「ここでは経理はやってないんです。何十億円もうちの財団が持っているなんて知りませんでしたし、そんなに多くはないと思います。カラオケは昨年新しい、いい機械を入れましたけれど」と語った。
上記13の財団法人には入っていないが、64億円以上の資産があることになっており、特別養護老人ホームを営む社会福祉法人寿栄会（東京板橋区　2021年現在冲永寛子理事長）の事務職員は「収入減で、職員の給与を下げないようにやりくりが大変なんです。施設の改修もしたいのですがままなりません。帝京大のほうで、出してくれればいいんですが」と語った。
こうして、これら財団の巨額の内部留保金本体の資産管理と財団名義の有価証券などの資産運用は帝京大学本部が一括して行っており、財団が置かれている事務所では自らの資産本体にも資産運用にも関与していないことが明らかになった。そしてこの帝京大学本部による多法人の一括資産管理、運用の体制が改善されたという報道は、2002年以後2021年現在まで確認されていない。

### マネーロンダリングの手法
こうした一連の裏口入学金の処理方法は典型的なマネーロンダリング（資金洗浄）の三つの過程である「預入」「分別」「統合」の3段階を経ていると言える。まず裏口入学金を現金の手渡しで受け取ることによって入金元がわからない形で銀行口座に入れ（預入）、次にそのお金を帝京育英財団を経て、判明した限りで13もの財団法人、疑わしいものも含めれば50もの法人と帝京大学とに分け（分割）、さらにそれらの法人の育英事業や福祉事業の資金と一緒にすることできれいな資金に見せかけ（統合）、かつすべての法人のお金を帝京大学板橋本部で一括管理しそこで自由に操作できるようにするという過程である。
またこれら一連の過程が、裏口入学を行った大学だけではなく、取引銀行とのつながりの中で遂行されたと報道されたことも、本件の大きな特徴である。

### 冲永荘一総長の関与否定
こうして裏口入学金の入金先として上記の非課税の学校法人や公益財団法人が用いられていたため、裁判では刑事上の脱税有罪とはならなかったが、文科省は省令違反として帝京大学へ経常費補助金の停止を行い、認可申請中だった医療技術学部は申請が取り下げられ、冲永総長は退任した。尚、上記の公益財団法人等は2021年現在も存続し、冲永佳史総長（荘一の次男）とその関係者を役員として管理、運営されている。また、2021年現在まで帝京大学はこれらの合格決定前の裏口入学金とそれにまつわるさまざまな事件について、公式には責任を認めておらず謝罪もしていない。さらに当時の冲永荘一総長によるそれらの事件への関与も認めてはいない。
文部科学省は2002年6月27日、冲永荘一総長ら大学トップを同省に呼び事情を聞いた。しかし同省によると大学側は入学前の寄付金授受などについて、「（総長ら当時の）幹部は全く関わっておらず、事前寄付金の事実も知らなかった。2002年3月に死亡した前事務局長の責任と判断でやっていたと思う。」などと説明、寄付金の授受も該当する受験生が学内で合格判定を受けた後のことで、入試にも不正はなかったと主張した。それに対して同省は「事務局長一人が関与していたという主張は不自然」と指摘、正式な調査報告書の提出を求めた。
この寄付金への大学トップの関与はなく、しかも合格決定以前に寄付金を受領する裏口入学行為自体が存在しなかったという大学側による文部科学省への説明は、2002年7月14日の参議院厚生労働委員会における、「帝京大学特別調査委員会事務局長」からの答弁などでも繰り返された。またこの「特別調査委員会事務局長」は、帝京大学の内部から選ばれた人物だった。それでもこの帝京大学側からの説明や答弁は、その後現在に到るまで大学トップの裏口入学への関与を否定し、事件そのものの存在をも公式には認めない帝京大学の見解の根拠となった。

## 事件の隠蔽

### 「帝京大学特別調査委員会」
国会やマスコミの報道でも、総長がこの巨額の寄附金授受に関わっていたか、そして寄附金授受が合格決定前に行われていたかが主な焦点となった。
帝京大学は寄附金の疑惑が表面化してきた2001年12月より「帝京大学特別調査委員会」を設置して調査を進めていたとしているが、2002年6月時点で「昨年秋に疑惑が指摘されて半年以上がたつのに、学内に作られた調査委員会は調査結果をまだまとめていない。大学は一貫して『全く関知していない』と繰り返すばかりだ」と報道されていた。「疑惑発覚から半年以上が過ぎても大学側からは正式な調査報告がない状態で、『大学自治』に任せた事実解明には限界も出てきている。」とも言われていた。
この帝京大学の「特別調査委員会」構成メンバーと責任者（委員会事務局長）を、当初文科省は公表していなかったが、2002年7月23日の国会厚生労働委員会では厚生労働委員会側からの質問に答え、帝京大学側よりそのメンバーについての情報が報告された。それによると、帝京大学「特別調査委員会」は同委員会の事務局長に加え、医学部教授3名、大学の調査役、帝京大学の顧問弁護士、帝京大学担当の公認会計士、学識経験者の計8名から構成されていた。しかし外部の第三者の目が入らない構成メンバーであることが判明したため、「ほとんど内部の関係者に限られておるようです」と指摘された。 さらに同日の厚生労働委員会では、「特別調査委員会」の事務局長である前田憲正が帝京大学内部者であり、しかも総長の親族であるとの指摘があり、それで公正中立な調査ができるのかという疑義も表明された。

### 帝京大学から提出された「調査報告書」
2001年11月から2002年6月まで、文科省は帝京大に対して計18回の事情聴取を行い、調査委員会の設置と調査報告書の提出を指導していた。2001年12月にこの「特別調査委員会」が帝京大学内部で立ち上げられた後、帝京大学は「調査報告書（中間）」を2002年2月20日に提出した。しかしこの報告書は追記を含めてわずか2頁しかなく、事件の規模の大きさ、事柄の重大さに比して、非常に内容に乏しい「報告書」でしかなかった。しかもその内容は、裏口入学の口利きによって、当時すでに東京国税局に告発されていた冲永総長の実弟と帝京大学とが無関係であること、そしてその実弟が理事長を勤めていた学校法人帝京学園と帝京大学とも無関係であることを主張するものでしかなく、帝京大学と冲永総長の、事件への関係、責任をまったく否定するものだった。
これに対して7月3日に開かれた国会衆議院文部科学委員会では、不正入試を総長が知らないことはあり得ない、その主張をそのまま受け止める文科省はおかしい、帝京大の教授会は機能していないなどという指摘があった。
続いて2002年7月15日に、帝京大学は2回目の「調査報告書」を文部科学省に提出した。今度は表紙を含めて14頁になっていたが、この内容も、裏口入学金とその蓄財に関する総長らの関与を否定し、反省の文言は見られないものだった。特に報告書末尾の結語については「目にした誰もが驚いた」と書かれ、報道によって注目を浴びた。この結語は総長の能力と功績への全面的な賛辞と、今後も引き続き総長が帝京大学グループを率いて行くことを期待する言葉に終わるものだった。これでは何を目的とした「特別調査委員会」であり「調査報告書」だったのかがわからず、事件に対する大学の責任や反省が伝わってこないと指摘される報告書だった。
7月16日閣議後の会見で遠山敦子文部科学相は、15日に提出された帝京大によるこの「調査報告書」が「不十分で、到底社会が納得できる内容ではない」、「情報漏洩についての調査が不十分で寄付金全体の流れや約150億円の寄付金について記載していない」と述べ、「全体として裏付けが不十分で、公共性の高い大学として疑問だ」と不快感を示した。そして帝京平成大学など、帝京大学グループが申請中の学科新設を認めない異例の厳しい姿勢で臨む方針を示した。またこの裏口入学事件に限らず、それまで帝京大学グループが引き起こしてきたさまざまな事件に対する、どれも帝京大学の反省の見られない同大学の根本的な体質については、「帝京大学の場合はどうしたことか、反省はなく、同じスキャンダルを平然と繰り返してきた」という指摘も後に見られた。

### 文部科学省による帝京大学板橋本部「立ち入り調査」への疑義
2002年7月30日までに計3日間かけて文科省高等教育局による帝京大板橋本部への現地調査が行われた。帝京大学内の「特別調査委員会」立ち上げより約8か月が経過していた。この現地調査では、「寄付金」は一時愛媛県の帝京育英財団事務局長名義の口座に入って簿外で個人管理され、5月頃に他の財団法人や帝京大学グループの各学校法人などに分配してきたことは明らかにされた。この名義人の事務局長とは愛媛県現地の人物ではなく帝京大学本部の事務局長経験者だった。
そして帝京育英財団事務局長名義の口座に、1998年から2002年の5年間に191件の「寄付金」88億2500万円が簿外で振り込まれていたことも明らかになった。 
しかし帝京大は、この現地調査などで、こうした「寄付金」の授受、預入、分配は2002年3月に亡くなった前事務局長が総長に告げず独断で行ってきたと主張し続けた。ところがその一方で、寄付金が納入された帝京育英財団のトップである同財団理事長は冲永総長の妻であった。
それでも文科省高等教育局長工藤智規は、1998年から2002年の5年間に帝京育英財団に88億円2500万円が簿外で振り込まれた事実を文科省は確認しているのに、それを事務局長の独断で行ったという帝京大の主張を、2002年8月7日の第154回国会衆議院文部科学委員会でも、文科省による「立ち入り調査」の結果としてそのまま報告した。この調査に対しては「子供の使い」という、国会側からの声が上がった。
それでも工藤高等教育局長は寄附金の授受や処理について、「いずれも歴代の事務局長が個人でやったということでございました。」と述べた。こうした文科省からの報告に対して、文科省官僚の天下り先として帝京大学が機能しているからではないか、という指摘もあった。
さらにこの8月7日の衆議院文部科学委員会では、自らの後援者親族の帝京大学医学部入学への口利きをしたことを宮路和明厚生労働副大臣自身が認めているのに、帝京大学は宮路副大臣とのやりとりは全くなかったと言っていることが「全く理解できない」という声も、別の委員から上がった。実際、宮路副大臣は冲永総長と東大の同窓ということもあり、総長が長年懇意にしてきた人物でもあった。
また、これまでの文部科学省による調査の仕方自体が、帝京大学側の言い分を一方的に聞くだけのものになっており、そのこと自体が問題とも指摘された。帝京大学側にお伺いを立てて、先方が出してきた回答をそのまま文科省による調査報告としても意味がないという指摘であった。
さらに正規の寄付金と簿外処理の寄付金との金額の格差についても指摘があり、ましてや一度財団に納入されて簿外処理された寄付金が帝京大学に戻されるとき、その大学への納入金を総長が知らないで事務局長だけの判断で行ったというのはあり得ないとも指摘された。
この指摘に対して工藤高等教育局長も、事務局長の独断という帝京大学からの答えを「不自然」と認め、「おっしゃいますように、私どもも、一事務局長がこのように多額の寄附金を管理し、あるいは、いわゆる帝京グループに個人の判断で配分をするということは大変不自然なことでございますし、仮にそれが事実だとしましても、そういう処理をしていたことについて、当時の経営陣の管理責任というのは大変重いものと感じているところでございます。」と返答した。
続けて文部科学省による調査の限界を工藤高等教育局長は、「私どもの立場というのは、警察等と違いまして、捜査機関でもございませんので、おのずからの限界があるところでございます。」と述べた。
この8月7日の委員会ではその後も、事務局長の独断という帝京大の主張に対して、帝京大は冲永総長のワンマン大学で、大学内部の経理に関しては非常に細かい所にまで総長の決裁が必要なのに、巨額の寄付金について総長が知らなかったのはおかしいという趣旨の疑義が繰り返し出された。実際、帝京大関係者の証言として、「大きな出費はもちろん、事務員のボールペンの使い方にまで総長は口を出す」と7月12日発行の週刊誌にも書かれていた。
さらに帝京大学の行為について、国民が求めている答えと文科省による調査結果とが乖離していることの指摘が繰り返しあり、そして文科省による調査が限界ならばどのような措置の可能性があるかについての質問があった。
それに対して当時の岸田文雄文部科学副大臣は、大学への閉鎖命令は不可能であること、大学の特定組織に対する認可取り消しなどの段階的な措置を検討することを答えた。しかし抜本的な調査や法的制裁については不可能ということであった。
また寄付金納付者が、帝京大の言う事務局長の所に寄付金を持っていくように誰が指示したのか、それは総長を置いて他には考えられないという疑義も8月7日の同文部科学委員会では出された。
これに対して工藤高等教育局長も、寄付金の事務局長一人による処理は「疑問」であることを認め、「事務局長が一人で処理した、しかも寄附者との関係が、本当にどうして事務局長にストレートに接触できるようになっているのか、先生と同様の疑問を私どもも抱いて、いろいろ追及したのでございます。」と述べた。
このように、帝京大学からの報告をほぼそのまま繰り返した文科省の調査の不十分が露呈した2002年8月7日の文部科学委員会であったが、それでは捜査に強制力のある検察による刑事事件としての立件は可能だったのか否かが疑問になる。この法的制裁の可能性については、国税庁幹部から検察に対して「補助金適正化法違反や詐欺などで立件できるのではないか」と相談があったという。結局立件は見送られたが、ある検察OBは「詐欺罪は難しいが、補助金適正化法違反であれば立件できるのではないか」との見解を示したという。

### 政治家などによる口利きと献金への関与
文部科学省やマスコミによる帝京大学への追求が途切れてしまった理由に、帝京大学と政治家、マスコミとの癒着が指摘されてきた。国会で取り上げられたのはまず当時の厚生労働副大臣の宮路和明であった。宮路副大臣は冲永総長とは親しい間柄であることを自ら証言しており、しかも「受験生の口利きを繰り返していたこと、今回の事件の後援会関係者の医療法人から5年間で百数十万円の政治献金を受けていたことを素直に認めた。」という。それに対して帝京大は調査報告書や文科省による事情聴取の中で、「総長は、まったく心当たりがないといっている」とし、宮路との関係を全面否定した。
しかし宮路副大臣は、自らの地元の後援会長である医療法人代表者親族の帝京大学医学部入学への口利きによって献金を受けていたことが、これらの記事に先立つ2002年7月11日の参議院厚生労働委員会で追及されていた。これは宮路副大臣が献金を受けていたか否かという点にとどまらず、冲永総長自身xが裏口入学に直接関与していた証拠にもなり得る点で注目を集めた。
この日の厚生労働委員会では、帝京大冲永総長が帝京大医学部を受験した医療法人親族の受験番号を宮路事務所に電話で問い合わせてきた事実を示すというメモがその証拠とされた。このメモは、電話応対した宮路事務所の北山秘書が書き取ったものであった。そのメモを宮路副大臣自身が会議中に読んでいたところ、メモ内容を撮影され、それが証拠として呈示されたのだった。
この後、宮路副大臣は7月15日に、「帝京大医学部入試口利き問題の責任を取り辞任する考えを表明、小泉純一郎首相あての辞表を提出した」。帝京大総長による宮路副大臣との関与の否定には変化がなかったが、「それならば宮路氏は何のために厚労省副大臣を辞めたのか」という記事も書かれた。
さらに2002年8月7日の衆議院文部科学委員会第17号では、上記の宮路副大臣の北山秘書が書いたメモにある「一月三十一日」「受験番号を至急御連絡ください」「帝京大学冲永総長」という文言ついて質疑があった。それは、帝京側が主張するように口利きの窓口はすべて横田前事務局長ならば、宮路事務所宛ての連絡があった（2002年）1月31日に横田が大学に出勤していなければおかしいので、この日の横田の出勤の有無を問い質すものだった。しかしこの時期、横田前事務局長は肝臓がん闘病中で、自宅からほとんど出られない状態であり、同年3月8日に亡くなった。
これに対する工藤高等教育局長の答えは、1月31日に横田は出勤していたというものだった。だが出勤簿を確認しておらず、帝京側からの説明による、とのことだった。つまり工藤高等教育局長は、帝京大の前田憲正からの説明をそのまま8月7日の文部科学委員会で報告していたのだった。　1月31日、宮路事務所の北山秘書に受験番号を尋ねた電話が横田氏からのものでなかったとすれば、「帝京大学冲永総長より」とメモに残されたこの電話を宮路事務所にかけた人物は誰か、ということになる。
また、帝京大学への裏口入学には直接関係しないまでも、帝京大学首脳部から献金を受けた複数の政治家については、2002年7月23日の参議院厚生労働委員会などで確認されていた。
読売新聞は2002年12月10日、帝京大学グループの関連会社「帝京サービス」（東京都板橋区）が、自民党の松島みどり衆院議員が議員に当選するまでの時期、松島と社員契約を結んだように装い、1996年から4年間に計約3000万円を給与名目で支払ったと報道した。松島には同社への勤務実態がなく、東京国税局はこの3000万円が会社の経費扱いになる「人件費」には当たらず架空経費の計上に当たるとした。東京国税局は松島議員の件を含め、2000年9月期まで「帝京サービス」に約5000万円の申告漏れがあったとして、約400万円の追徴課税を命じたことが2001年12月10日判明したという。「帝京サービス」は帝京大学が出資する関連会社であり、大学関連会社が不正経理に関わる事実が見られるものだった。　2002年2月15日の衆議院予算委員会の時点ですでに、「私が調査したところ、松島議員は勤務実態がほとんどないんです。とすれば、これは架空給与ではないのか。」とも指摘されていた。
2008年7月22日、亀井郁夫参議院議員は広島のクリニック院長の妻に、帝京大医学部入学への息子の口利き料として約2億円を詐取されたとして返還を訴えられた。そして同年の週刊新潮8月7日号が、この告訴を記事として掲載した。
それを受けて亀井郁夫議員は新潮社などに対して謝罪広告の掲載と1100万円の損害賠償を求める訴訟を起こし、広島地裁は2013年5月29日、「裏口入学させることを約束して金銭を交付させたことを推認させる具体的な事実は認められない」として新潮社に330万円の支払いを命じた。だが謝罪広告の掲載は棄却した。また返還を求めた院長の妻の請求は東京地裁によって棄却された。

### 帝京大学によるマスコミ幹部OB大量採用と株式所有
帝京大への立ち入り調査で、「寄付金」を冲永総長が知らなかったことを文科省は認める形になり、この調査の不十分さは国会からもマスコミからも一時的にせよ批判された。しかしその後も第三者による帝京大学への立ち入った調査は行われず、これほどまでに世間に注目された事件の真相が解明されないまま、2002年11月に総長の実弟1人だけが脱税容疑で逮捕されることで調査は幕引きとなった。資金の大まかな流れは明らかになったものの、意図的に資金の道筋がわかりにくくされていたため、全容の詳細解明にまでは至らず、追及できなかった資金の動きも少なからずあった。
このようにあっさりとした幕引きの後、世間の関心が急速に失われた背景に、帝京からは多くの政治家への献金が明らかになった。それに加えて騒がれたのが、帝京によるマスコミの封じ込め策である。これは帝京大学グループによるマスコミ株の巨額所有とマスコミ幹部OBの大量採用である。
2002年時点で日テレの一般株主としては「6位に帝京大学（3.5％）の名がある」。10位以内で関連会社と金融機関以外でランクインしているのは帝京大学のみで、日テレの「保有株式は約89万株、資産価値は250億円にのぼっている」。日テレの「CS放送子会社『シーエス日本』の株を約10％、帝京大学が保有し（日テレ、読売新聞に次いで帝京が第3位）」、「カネを出すだけでなく、冲永総長は非常勤取締役まで務めて」いた。「大阪キー局の朝日放送では、朝日新聞社、朝日新聞信用組合、朝日新聞社主の村山美智子に次いで第4位の株主」「保有株式は13万株（3.6％）、時価にして約8億円」とされた。
官僚幹部OBの採用についても「帝京グループに少なくとも5人の旧文部省幹部が理事として天下っており、さらに旧労働省や大蔵省からも複数の天下りが行われていた」、文部科学省が斡旋して「名古屋大学事務局長、山梨医科大学事務局長、横浜国立大学事務局長、鹿児島大学事務局長、千葉大学事務局長、山形大学事務局長」が帝京に再就職したというように、各省庁の幹部の天下り席を帝京は用意していた。入学前寄附金の受け皿の一つとして使われていた「公益財団法人労働問題リサーチセンター」は労働省関係幹部の天下り先でもあった。これら文科省と帝京との間にあったつながりは、帝京大への立ち入り調査の甘さが「談合だったのか、天下り先の顔色を気にしたのかとまで批判された」と書かれる要因でもあった。
さらにマスコミOBの受け入れとして、「グループ大学には朝日新聞、読売新聞、日本経済新聞などマスコミOBを多数、教授などとして採用している」とされた。実際に代々の朝日新聞OBには、帝京大学の「防波堤」役割をなす「マスコミ対応の広報委員長」の「指定席」があったという。実際、朝日新聞では「政治部長や取締役を務めた大幹部」、「広報室長や経済部長を務めた」幹部、「社会部記者として数々のスクープを残し、若い頃から署名記事も書く業界のスター」たちがそれぞれ代々の帝京大学の「広報委員長」として天下っていたという。「読売新聞からは、ニューヨーク特派員などを務めた外報部のエース記者が帝京平成大学情報学部教授に転身」、「毎日新聞からは、同じ帝京平成大学情報学部に『サンデー毎日』元編集長が教授として迎えられ」、「産経新聞からは、社会部長や編集局長を歴任した幹部が帝京大学本部で教授を務め」、「元論説委員が短期大学で教授」、「日本経済新聞からは、元論説委員が帝京平成大学情報学部教授」、「テレビ東京と大手広告代理店の電通から、それぞれ帝京平成大学の教授」が赴任したという。
このようにマスコミ幹部OBを多く採用する一方で、帝京大学は批判的記事に対しては、現在ではスラップ訴訟とも言われる厳しい法的処置をとった。たとえばジャーナリストの広田研二が執筆したサンデー毎日の記事「帝京大学理工学部『単位乱発』問題発覚」について、帝京大学は2002年5月、事実に反し名誉毀損にあたるとして2200万円の損害賠償を求める民事裁判を提訴した。この訴訟は、版元の毎日新聞社などではなく、広田個人を被告とした点が特徴的であった。
広田によれば、「98年以降、私は同大学グループへの取材を続け、本誌（サンデー毎日）その他に寄稿してきた。言うまでもなく、同大学に個人的な恨みなど一切ない。ただ、取材によって分かってきた同大学の常識と世間の常識との落差を公表してきただけの話だ」、「帝京大は、発行元の毎日新聞社を不問に付し、執筆者の私だけを被告とした。要するに、兵糧攻めという効果的な作戦を展開してきたのだった」、「ずるいのは、通知書を『サンデー毎日』と広田に出しておいて、提訴するときには広田だけだったのです」ということだった。
結果は一審、二審とも記事の真実性を認め、帝京大学は上告までしたが最高裁は棄却、2005年8月に広田の勝訴判決が確定した。約3年4カ月にわたる裁判であった。

## 事件の「遺産」

### 帝京大学が行った事後処理

#### 帝京大学総長親族と事件の「責任」
これだけ世間や国会で騒がれながら、帝京大学が最終的に行った事後処理は、「帝京大学特別調査委員会」が2002年7月15日に文部科学省に提出した「調査報告書」の内容を超えるものではなかった。
確かに帝京大学への制裁措置として、文部科学省は2002年7月には、「97-2001年度に国庫から交付した経常費補助金計約63億8500万円の返還を求める方針を固めた。返還額は加算金（年約11％）を含めると80数億円に上る」との報道に見られるように、補助金の停止などを検討していた。また実際にこうした措置があったことは帝京大学の上記同年7月の「調査報告書」からも読み取れる。この「調査報告書」では、「寄付金をめぐる問題」で「補助金辞退額16億円、新学部学科申請辞退による期待収入の減少40億円」「帝京育英財団に対する追徴課税27億円と金銭面だけでも合計83億円」の「代償」が生じたと報告されている。
さらに帝京大学によれば、総長は「（裏口入学の事実を）知らないと言いながら監督責任を感じ退任」したのであり、裏口入学への総長の関与は最後まで否定した。またこの7月の報告書に先立って、2002年1月には冲永総長は帝京大学理事長職を次男に譲っている。これをもって7月の「調査報告書」は、「刷新された管理体制がすでに確立され」たと主張したが、結局それは「優秀な冲永荘一総長が手腕を発揮し帝京大学グループが将来にわたって立派なものとなるよう努力されることを期待する」という「調査報告書」末尾に記された方針を、事件後も帝京大学がまったく変えなかったことを意味した。なぜならこの理事長交代は、表向きにはトップの交代に見せながら、実際はガバナンス体制を変えることなくしばらくは総長自らの支配を継続させる仕組みでもあったからである。
「冲永総長は帝京大の理事長職を今年（2002年）1月、次男の冲永佳史（29）に譲ったが、『実権はまた冲永総長が握っている』というのが帝京大関係者たちの一致した見方だ。」
帝京大学グループと長年関わってきた弁護士の談としても、理事長交代は「茶番にもならない」とされ、「次男が理事長になっても、帝京はなにも変わりはしない。これで世間にアピールしたつもりなのでしょうが、いまさら惑わされるわけがありません。これまでどおり、冲永荘一が帝京大グループのトップの座に居座り続けることでしょう」とも報じられた。
加えてこのやり方は、総長が自らの責任を認めることなく、総長退任を以って世間による事件への批判をかわし、しかもそれを契機として帝京大学グループの運営を自らの子息に引き継がせる機会として事件を役立てることでもあった。実際、総長はかねてより、実子への権限移譲の時期を見計っていたところ、事件がその「奇貨」として働いたと書かれていた。
そして2002年10月には帝京大学学長職も総長次男に継承されることになった。このとき「長男の荘八氏」については、「父親から学長就任を打診されるが、冲水一族の2人が理事会入りするのを文科省に反対された為、取り止めになった」ともされている。
こうして2002年12月、裏口入学の口利きによって得た資金を脱税したかどで総長の実弟が逮捕されると、それを機に東京国税局などの操作は帝京大から一斉に手を引いた。
帝京大から国税などが手を引くとマスコミも一斉に帝京大について報道しなくなり、文科省も事件について問わなくなった。これほど騒がれ、「当初から、大マスコミの記者らは、最高責任者らの身柄の拘束も時間の問題だと言い切っていた」事件であったが、その核心が未解決のまま、一定の時期を境に潮が引いたように問題にされなくなった。総長の実弟と長男とをトカゲの尻尾のように切り取って「責任」をとらせただけで、帝京大学本体のガバナンスと、「責任」者以外の一族支配体制には第三者による刷新がまったく手つかずのまま、元総長の体制が維持、継続されることになった。この一連の帰結は「大山鳴動鼠一匹」とも皮肉られた。これは「反省はなく、同じスキャンダルを平然と繰り返してきた」と指摘される帝京の体質の継続を再び許すことでもあった。

#### 変わらなかったガバナンス体制
2002年以後も、事件前の体制を維持したまま元総長は「学主」(owner) として帝京大学グループの最高決定権者であり続け、2008年に亡くなった。その結果、ガバナンス体制の本質は事件前とまったく変わらないまま、帝京大学グループ支配の体制が実質的にも学主の子息に世襲されることになった。この学主主導での帝京大学執行部編成の中で、2002年に学主次男が帝京大学理事長・学長になると、学主次男の妻も2005年に帝京大学常務理事、2006年に副学長に就任し、この2人を帝京大学グループの中核とする体制が固まった。次男は理事長就任が28歳、学長就任が29歳、次男妻は常務理事就任が30歳、副学長就任が32歳であり、副学長就任と同時に医学部内科学講座教授にも32歳で就任している。2006年5月までは同講座助手であったものが、講師、准教授などを経ずに同年6月に教授に就任したのだった。
そしてこのような事件がありながらも、帝京大学グループ内では元総長は生前より象徴化される方針がとられ、2021年現在でも帝京大学グループがグループ内の学生、教職員等に対して行う表彰である「冲永荘一学術文化功労賞」、公益財団法人労働問題リサーチセンターが労働問題関係の優れた研究に対して授与する「冲永賞」の名称、帝京大学グループ敷地内の象徴的な建造物の名称などにも用いられている。
結局この裏口入学事件はその根幹が未解決のまま帝京大学グループ内ではもみ消された形になり、大学の歴史からも存在を葬られた。そうして創業者一族による大学ガバナンス体制は、何事もなかったように本質的に先代総長時の形のまま世襲、継続されることになった。
2022年現在も、学校法人帝京大学の理事会は、日大に次ぐ全国第2位の総資産を保有する大学でありながら僅か7人の理事により構成され、元総長次男の理事長、その妻の常務理事を筆頭に、ほかの5名は、帝京大学の大口取引銀行である三菱銀行元副頭取法人営業部門長、同じく大口取引銀行の山梨中央銀行代表取締役頭取、理事長の母校慶應義塾中等部の元部長（校長）で慶應義塾大学および帝京大学名誉教授、元帝京大学医学部長、そして元帝京大学薬学部長から構成されている。つまり帝京大学理事会は創業者親族と大口取引銀行頭取や元幹部で過半数4名を占め、あとの3名も理事長の出自や帝京大学に非常にゆかりの深い人物で占められている。理事長決定に対して極めて異論の出にくい、ファミリー理事会的な構成となっている。

#### 現在の帝京大学グループ資産一括運用体制
また、国会でも何度か指摘された帝京大学の株式所有状況は、事件を機に開示されることもなく、現在に到っている。僅かに、2002年7月の衆議院決算行政監視委員会において明らかにされた「（帝京大学グループ三大学で）少なく見積もって数千万株、多ければ億単位の株を持っている」という指摘に対して、「やや私どもの想像を超えたといいますか、良識を超えた額あるいはその運用という実態でございます。」という遠山敦子文部科学大臣による応答があった程度である。し、近年の帝京大学の公表義務のある事業報告書からすると、「利息、配当金収入」だけで2019年度決算で76億7500万円、2020年度決算で60億2100万円があったことが記されている。
寄附金（裏口入学金）の受け入れ先になった13の財団法人もいまだに存続し、そのほぼすべての財団理事長には元総長の次男をはじめとする創業者一族が名を連ねている。
| 財団名                                                                  | 2001年の代表者 | 2021年の代表者 |
| ----------------------------------------------------------------------- | -------------- | -------------- |
| 帝京育英財団（愛媛県）                                                  | 冲永惠津子     | 冲永惠津子     |
| 帝京育英会（山梨県）                                                    | 冲永惠津子     | 冲永惠津子     |
| 旭オールドエイジセンター（千葉県） →旭コミュニティ振興財団              | 冲永荘一       | 冲永寛子       |
| 冲永文化振興財団（東京都）                                              | 冲永荘一       | 冲永佳史       |
| 生涯学習振興財団（福岡県）                                              | 冲永荘一       | 冲永佳史       |
| 労働問題リサーチセンター（東京都）                                      | 冲永荘一       | 冲永佳史       |
| 冲永荘兵衛記念図書館（愛媛県）                                          | 今野良子       |                |
| 日本産業リサーチセンター（東京都） →産業構造調査研究支援機構            | 冲永荘一       | 冲永佳史       |
| 帝京山梨教育福祉振興会（山梨県） →学校法人帝京大学 帝京山梨看護専門学校 | 冲永荘一       | 冲永佳史       |
| 帝京広島健康福祉振興会（広島県）                                        | 冲永荘一       |                |
| 山梨伝統産業振興会（山梨県） →帝京大学 やまなし伝統工芸館               | 冲永荘一       | 冲永佳史       |
| 帝京鳥取健康福祉振興会（鳥取県）                                        | 冲永荘一       |                |
| 山梨文化財研究所（山梨県）                                              | 冲永荘一       | 冲永佳史       |

### 資産運用を主目的とする「公益」学校法人
裏口入学金の受け入れ先として新聞などで明らかにされた財団法人以外にも、実際の事業規模と比べると不自然なほど巨額の内部留保や有価証券を所有している法人が帝京大学グループには多くある。そのひとつとして2022年2月に雑誌記事で紹介されたのが帝京大学グループの学校法人のひとつである荘山学園である。荘山学園は「大学以外でも、愛媛県松山市で幼保連携型認定こども園を運営する荘山学園は、資産が56億円。そのうち有価証券の簿価が33億6000万円で、現金・預金と見られる流動資産が8億8000万円あり、合わせると金融資産が42億円を占めることになる。教育活動に必要な支出は実質3億円余りなので、事業の規模をはるかに超えた金融資産を持ち、運用益を生み出しているのだ」と指摘される。そしてこうした法人の金融資産はすべて帝京大学本部において一括で資産運用され、関係者によれば「帝京グループの公益財団法人や学校法人が所有する有価証券については、各法人の窓口では一切触れることができません。全て東京都板橋区の帝京大学本部の運用チームの管理下にあります。資産を管理する権限は、佳史氏と寛子氏の夫妻と、ごくわずかな関係者にしかないと考えられます」とのことである。

### 帝京大学理事長親族からの巨額脱税資産の発覚
一方で、この裏口入学金問題の渦中にあった帝京帝京大学元総長の実弟で学校法人帝京学園の元理事長は、2002年に国税局によって、約3億1000万円の所得隠しを行い、約1億4000万円の脱税があったことを突き止められ、この弟は東京地検特捜部に所得税法違反容疑で同年11月6日に逮捕、26日に起訴されている。その原資は帝京大学医学部などに入学希望の学生の親から集めた裏口入学金だったことが明らかになっている。さらに、時効のため刑事告発の対象にはならなかったが、1995年春の帝京大学入学試験の際にも、この実弟は合格発表前に医学部や法、経済学部の受験生の親計6人から約4億7千万円を受け取った。このうち1億7千万円は大学側に寄付金として渡したが、残り3億円については大学への口利き料として自分の取り分とし、税務申告していなかったという。しかし帝京大学は1991年よりこの実弟が理事長だった帝京学園とは全くの無関係を公言しており、口利きに関してもこの実弟が仲介者であったことは認めず、2002年2月20日の中間報告書でも無関係を主張した。ちなみに帝京大学本部は板橋区加賀にあり、実弟が理事長の帝京学園も板橋区加賀の帝京大学の隣接地にあった。
また元総長の妹も、税務申告しているクリニックなどの事業所得のほかに、多額の現金が同妹の銀行口座などに入金されており、無申告の所得は5年間に約2億3000万円にのぼったことが、2002年に国税局から摘発されている。だが同妹が裏口入学金の受け取りを否定しており、また口座への入金が現金だったために入金者が確定できず、この原資が何だったかは、公式に特定はできなかった。しかし、同妹から「大学の発展のために寄付をお願いしたい」などと持ち掛けられた、医学部入学を望む子息をもつ開業医からの証言は判明しただけでも複数存在し、数千万円を寄付したと金額を証言する開業医もいた。これらの事例では、無申告所得の入金元をわからなくしたとは言え、国内の口座にそれを蓄財してしまったために、資金洗浄が不徹底だったと言える。
冲永荘一元総長は2008年に亡くなったが、2010年には冲永荘一の相続人である冲永佳史総長らが、租税回避地であるリヒテンシュタインの銀行口座に荘一元総長からの相続遺産約15億円を税務申告せず置いていたことを、ドイツからの情報により日本の国税局が明らかにした。しかし佳史総長は「この遺産の存在を知らなかった」として、意図的な資産隠しを否定した。証言に則る限り、相続の中心にあり且つ帝京大学グループの金回りの一切を父親である荘一元総長から引き継いだ佳史総長が、15億円に上る「この遺産の存在を知らなかった」ということになる。また15億円という巨額な遺産の原資が何だったのかも不明のままである。
2022年2月、帝京平成大学副理事長、学長であり、帝京大学グループの数多くの役職を兼務している冲永寛子の実家に隣接した約1000㎡の土地を、帝京平成大学が買い上げている事実が雑誌記事で公表された。この土地は帝京平成大学本部が置かれている東京都豊島区から遠く離れた兵庫県神戸市東灘区の高級住宅地に位置するが、2006年に帝京平成大学が推定価格5億円で買い上げ、2016年に買い増しもされていたとされた。周囲に帝京関係の教育施設はなく、またその土地を教育施設用地にするような動きも見られないものだった。しかもこの土地は自動車20台ほどのコインパーキングとして運用されており、この土地の所有目的やその収入がどこに納入されているのかを帝京平成大学に問い合わせても無回答だったという。
この土地の所有目的やパーキングの収入が冲永寛子とその親族の利益のためであれば、私立学校法の第26条の2「特別の利益供与の禁止　学校法人は、その事業を行うに当たり、その理事、監事、評議員、職員その他の政令で定める学校法人の関係者に対し特別の利益を与えてはならない」に違反する可能性があると記事では指摘された。

### 帝京大学裏口入学事件の「代償」と帝京学園の「債務」

#### 83億円の「代償」と51億円の「債務」
帝京学園は高校野球やサッカーの強豪校として知られる帝京高校を含む学園で、帝京大学とは別法人である。1992年までは元総長の実弟が理事長であった。
時を経て2019年11月に、この帝京学園が巨額の債務を負っているという記事が発表された。しかも本来は帝京大学が負うべき出資を、帝京学園が債務として押し付けられているというものだった。その記事によると、かつて「帝京大学による土地の“召し上げ”」が帝京学園に対して行われ、それが帝京学園の債務に変わったのだという。この債務の原因は次のように書かれている。
「帝京中・高のあった場所に、帝京大学が本部棟と医学部棟を新設する計画が始まった。玉突きで帝京中・高は同じ板橋区内の別の場所に引っ越しせざるを得なくなったのだが、新校舎の建設費用等105億円を帝京学園が負担。自己資金の他、帝京大学から37億円、私学事業団から14億円を借り入れて賄った」
つまり帝京大学が新しい本部棟などを建てる予定の土地に帝京学園の中高があったので、それを別の土地に移転させたのだが、その際の帝京中高の移転費用や新しい土地確保、新校舎建設費用は帝京大学が補償したのではなく、帝京学園に支払わせたということである。その結果、帝京学園は出費超過で51億円もの債務を抱え込むことになったが、それは本来帝京大学が行うべき出資だという主張である。これを主張したのは2019年時点の帝京学園の理事長であり、帝京大学から裏口入学事件の「責任」のかどで尻尾切りをされた元総長の長男冲永荘八氏だった。

#### 連帯保証人の兄を「知らんぷり」
このように帝京大学が帝京学園に多額の債務を負わせて行ったという校舎移転事業だが、この移転事業が始まった2001年当時の帝京大学の総資産は3673億2000万円、それに対する帝京学園の総資産はわずか136億3000万円だった。この資産の莫大な格差にもかかわらず、記事によれば、帝京大学は自らの新本部棟、病院棟建設事業のため、中高の校舎等を立ち退き、移転させた帝京学園に補償をせず、代わりに51億円もの債務を負わせたことになる。
2001年の裏口入学の疑惑以前から帝京大学は、帝京大学元総長の実弟が理事長の座にあった帝京学園とは無関係であると主張し、1991年10月28日には「帝京大学と帝京学園は別の学校法人です」という全国広告まで出していた。この背景には1991年、実弟が帝京高校校長室の机の裏に盗聴器を仕掛けたかどで、学園理事長の退任に追い込まれるという事件があった。しかし帝京大学元総長は、「無関係」広告の直後の1992年1月8日、帝京学園の理事会に出席し、理事長を退任した実弟に「帝京学園会長」職を与え、実弟の妻に現状維持の報酬を支給するなどの「約束事項」を定めた。元総長は帝京学園では私立学校法上の理事でさえなかったが、事実上の最高決定権を行使していたことになる。
しかし2001年に帝京大学の裏口入学問題が表面化し、今度は実弟による口利き疑惑が問題化されると、帝京大学の広報課は再び「帝京学園と大学とは別法人であり、弟氏は医学部のある大学とは無関係。裏口入学なんて事実無根」とした。このように帝京大学は、帝京学園を「表と裏とを使い分け」ていた。
しかも、帝京大学理事長の代が変わり、この債務が問題として表面化した2019年になっても、帝京大学による実効支配は続いており、元総長長男は「（2019年時点で）総資産5850億円の帝京大学は、日本大学に次いで私大の総資産ランキング2位。超リッチな帝京大学が総資産100億円程度の帝京学園の経営を逼迫させているにも拘らず、弟夫婦は私の声に一切耳を傾けないのです」、「私は私学事業団から借金の連帯保証人になるように求められていますが、佳史は知らんぷり。結局、権力を握る弟夫婦による苛めの構造があるのです」と語っている。デイリー新潮は、「帝京学園をはじめとする各学校法人の理事らは佳史氏のイエスマンばかりで、独裁体制に異議を唱える者は皆無だという」とした。
裏口入学事件発覚後約20年が経過した時点でも、帝京大学グループ内のワンマン体制は、事件当時と変わっておらず、学園理事からも「佳史は、傘下の学校法人でも理事や評議員、或いは資産管理者等に就き、権限を行使しています。しかしその結果、生じたトラブルの責任は各学校法人の理事に押し付ける。帝京グループのガバナンスにおいて、極めて大きな問題です」と指摘された。